# Phylloicus cressae
Phylloicus cressae is een schietmot uit de familie Calamoceratidae. De soort komt voor in het Neotropisch gebied.